# Хосе Рамон Алесанко
Хосѐ Рамо̀н Алесанко Вентоса (на испански: José Ramón Alexanko Ventosa), по-популярен като Алесанко е бивш испански футболист, играл като централен защитник, и настоящ треньор по футбол.
В края на 80-те и в началото на 90-те години е капитан на „Дрийм тийма“ на Барселона, воден от Йохан Кройф  с който печели три поредни шампионски титли на Примера дивисион, две купи на Краля, две суперкупи на Испания, една Шампионска лига, една Суперкупа на УЕФА и две купи на носителите на национални купи. В активната си състезателна кариера играе цели 17 сезона в Ла Лига, записва 367 мача в които отбелязва 34 гола, като печели общо 17 титли и купи.
С испанския национален отбор участва на едно световно и едно европейско първенство.

## Успехи
Като състезател:
Атлетик Билбао
- Купа на УЕФА
  - Финалист (1): 1976-77 (Загуба от Ювентус 2–1 и 0–1)
- Купа на краля
  - Финалист (1): 1976–77 (Загуба от Бетис с 8–7 след дузпи)

Барселона
- Купа на европейските шампиони (1): 1991–92
  - Финалист (1): 1985–86 (Загуба от Стяуа след дузпи)
- Суперкупа на УЕФА – 1992
- Купа на носителите на купи (2): 1981-82, 1988-89
- Примера дивисион (4): 1984–85, 1990-91, 1991-92, 1992-93
- Купа на краля (4): 1980–81, 1982–1983, 1987–88, 1989–90
- Суперкопа де Еспаня (3): 1983, 1991, 1992
- Купа на испанската лига (2): 1982–83, 1985–86

Като треньор:
Университатя Крайова
- Купа на Румъния
  - Финалист (1): 1997–98 (Загуба с 1–0 от Рапид Букурещ, воден от Мирча Луческу)